# بدلکاران (فیلم)
بدلکاران فیلمی به کارگردانی مهدی صباغ‌زاده، نویسندگی سید رحیم حسینی و تهیه‌کنندگی فیروز محصول سال ۱۳۷۶ است.

## خلاصه فیلم
فیروز، سال‌ها است که در سینما به عنوان بدلکار فعالیت می‌کند و مخارج تحصیل برادرش را در خارج فراهم می‌کند. حالا او که پزشک شده، خبر می‌دهد که به همراه نامزدش و پدر او که مرد متمولی است قصد سفر به ایران دارد. در همهٔ سال‌هایی که برادر فیروز به تحصیل اشتغال داشته، گمان می‌کرده که فیروز تهیه‌کننده و کارگردان مشهوری در سینما است.

## بازیگران
- اکبر عبدی
- افسانه بایگان
- فیروز
- عباس شباویز
- حسن رضایی
- جلال موسوی‌زاده
- فرهاد خان‌محمدی
- مهتاب یوسفی
- خشایار
- مسعود ولدبیگی
- علیرضا ریاحی
- سیدمحمد برقه ای
- محمدرضا راستگو
- حمیدرضا نعمتی
- ابوالفضل میرزایی
- ابراهیم‌آبادی
- اصغر امیدوارخرم